# Supercell (アルバム)
『supercell』（スーパーセル）は、supercellの1枚目のオリジナルアルバム。2009年3月4日にGT musicから発売された。

## 概要
supercellのメジャーデビュー作となるアルバムで、ボーカルは全て音声合成ソフト「初音ミク」を使用している。元々は、2008年の「コミックマーケット74」にて自主製作盤としてリリースされたものであり、メジャー盤となる本作では、自主製作盤の収録曲に加えて、新たに「メルト」「初めての恋が終わる時」を収録している。また、音源は全曲リミックス、リマスターされ、自主製作盤と比べ楽曲の音質が格段に向上している。
初回盤・通常盤共にCD・DVDの2枚組からなり、初回盤のみ「supercell works」と題した画集が付属する。また、店舗別の購入特典として、アニメイト、コミックとらのあな、ゲーマーズなどでポスターが（イラストはそれぞれ異なる）、Sony Music Shopで特製マウスパッドが付属する。

## 売り上げ
2009年3月3日付のオリコンアルバムデイリーチャートでは、2.0万枚を売り上げて初登場2位を記録。また、同年3月16日付アルバムウイークリーチャートでは初動5.6万枚を売り上げ、初登場4位を記録した。これにより、livetune feat.初音ミクの『Re:package』の最高順位である5位を上回り、初音ミク関連CDの最高順位を更新した。初登場から3週目となる3月30日付同チャートでも24位にランクインし、売り上げは7万枚を突破。さらに、4週目となる4月6日付同チャートでは36位にランクインし、18位のlivetune feat.初音ミク『Re:MIKUS』、26位のdoriko feat.初音ミク『unformed』、96位のSuper Producers feat.初音ミク『EXIT TUNES PRESENTS Vocarhythm feat.初音ミク』と合わせ、初音ミク関連作がトップ100圏内に4作同時にランクインする快挙となった。
本アルバムをネットで予約した人の男女比は55対45で、プロデュースを手がけた清水一光はこの数字について「ネット系商品は男性9割というのも珍しくないが、女性の支持が大変強い」と述べている。

## 収録曲

### メジャー盤
本作の収録曲では、「またね」を除く全ての楽曲にイラストが描かれており、それぞれ歌詞カードの背景になっている。
Disc.01（CD）
1. 恋は戦争
2. ハートブレイカー
3. メルト
4. ブラック★ロックシューター
5. くるくるまーくのすごいやつ
6. ライン
7. ワールドイズマイン
8. 初めての恋が終わる時
9. 嘘つきのパレード
10. その一秒 スローモーション
11. ひねくれ者
12. またね

Disc.02（DVD）
1. 恋は戦争
2. 恋は戦争（字幕入り）
3. ワールドイズマイン
4. ワールドイズマイン（字幕入り）
5. ブラック★ロックシューター
6. ブラック★ロックシューター（字幕入り）
7. 恋は戦争 ラフスケッチスライドショウ
8. メルト
9. メルト（字幕入り）

### 自主制作（同人）盤
自主制作盤には「メルト」と「初めての恋が終わる時」が収録されていない。
1. 恋は戦争
2. ハートブレイカー
3. ブラック★ロックシューター
4. くるくるまーくのすごいやつ
5. ライン
6. ワールドイズマイン
7. 嘘つきのパレード
8. その一秒 スローモーション
9. ひねくれ者
10. またね

## 楽曲の他の収録アルバム
- メルト
  - 初音ミク ベスト〜memories〜 (ソニー・ミュージックダイレクト)
  - 『初音ミク -Project DIVA- 2nd NONSTOP MIX COLLECTION』（ソニー・ミュージックダイレクト）
  - VOCALOID BEST from ニコニコ動画 (あか) (ソニー・ミュージックダイレクト)
  - 初音ミク 5thバースデー ベスト〜memories〜 (ドワンゴ・ミュージックエンタテインメント、ソニー・ミュージックダイレクト)
- ブラック★ロックシューター
  - 初音ミク ベスト〜impacts〜 (ソニー・ミュージックダイレクト)
  - VOCALOID BEST from ニコニコ動画 (あお) (ソニー・ミュージックダイレクト)
- ワールドイズマイン
  - 初音ミク ベスト〜memories〜 (ソニー・ミュージックダイレクト)
  - VOCALOID BEST from ニコニコ動画 (あか) (ソニー・ミュージックダイレクト)
  - 初音ミク Project mirai こんぷり〜と (U/M/A/A)

## 楽曲解説
本アルバムの収録曲の内5曲は動画投稿サイト「ニコニコ動画」にて公開された曲、それ以外の曲については2008年の「コミックマーケット74」にてリリースされた自主製作盤が初出となっている。これらの楽曲は本アルバムへの収録に際してドラム以外はほとんど生演奏になるなど全てレコーディングしなおされており、ニコニコ動画で公開されたものや2008年の自主製作盤とは音は異なる。なお、自主製作盤の楽曲はミックスを除き基本的に宅録（自宅録音）で作られている。
恋は戦争
（作詞・作曲：ryo　編曲：Yasuo Matsumoto）
2008年2月22日に、「初音ミク　が　オリジナル曲を歌ってくれたよ「恋は戦争」」として「ニコニコ動画」に投稿、発表された。
supercell結成後、初めて「ニコニコ動画」に投稿された楽曲。「諦められないときはぶつかって砕けるのもいいじゃない。そこに手段なんてないのです」「それが実らない恋だとして、しかしどれだけ好きか、ということでしかない」といったコンセプトで、「アルバムの1曲目」として制作された。歌詞は、「恋は手段を選ばない」というところから始まり、「相手が振り向いてくれないなら物理的に見させるしかない。だから、彼女が横にいる前で、スカートをひらつかせる」というイメージで書かれている。なお、動画の投稿は2月下旬だが、歌詞を書き始めたのは元旦からで、1月上旬には楽曲が既に完成していたという。
アルバムのジャケット及び動画に使用されているイラストは三輪士郎が担当。ニコニコ動画へ投稿された動画の制作当時「初音ミク」のことを殆ど知らなかった三輪は、「門外漢なりに出来る事もあるので、自分の絵でやってみようと思い制作した」といい、あえて「『ミク=かわいい』というありがちな路線とは違う描き方をしようと心掛けた」と語っている。その結果、イラストのミクは、redjuiceが「かっこいい」「黒い」と評するものに仕上がっている。三輪は「ウルトラジャンプ」にて『DOGS/BULLETS&CARNAGE』を連載しており、イラストレーターにプロの漫画家を起用したことに対する反響は大きく、三輪曰く、「先生仕事してくださいよと、色々な人に散々怒られた」といい、ryoも「三輪さん使って何やってんだよと叱られた」という。
ニコニコ動画上では累計の再生数が2008年末までに100万回以上を記録している。
ハートブレイカー
（作詞・作曲：ryo　編曲：Keiji Kondo）
イラストはredjuice（しる）が担当。
「supercell works」の解説では、「ちょっと昔風なバンドサウンドを意識して制作された楽曲」であると紹介されている。
メルト
（作詞・作曲：ryo　編曲：Yasuo Matsumoto）

自主製作盤には未収録。
2007年12月7日に、「初音ミク　が　オリジナル曲を歌ってくれたよ「メルト」」として「ニコニコ動画」に投稿、発表された。「supercell works」では、揺れ動く少女の感情を瑞々しく描いた楽曲であり、ryoの代表作であるとして紹介されている。本作の収録曲の中では、唯一supercell結成前に発表された。
アルバムのジャケット及び動画に使用されているイラストは119が担当。ただし、これは「ニコニコ動画」に投稿された当初は119のイラストをryoが無断で使用したものであり、この出来事がsupercell発足のきっかけとなっている（詳細はsupercell (クリエイター集団)#デビューに至る経緯を参照）。「supercell works」にはメルト200万再生を記念した「メルト 2M MIX」が公開される際、119が楽曲のイメージを反映して描いたイラストも収録されており、またアルバムに付属するDVDの映像ではこれらのイラストに加えて、三輪士郎のイラストが使用されている。
ニコニコ動画上では累計の再生数が2008年8月時点で250万回、2009年3月時点では約400万回となり、2015年8月7日にはVOCALOID楽曲では「みくみくにしてあげる♪【してやんよ】」以来2曲目の1000万回に到達した。「ニコニコ動画」上の初音ミク関連楽曲の中でも作品の引用が盛んに行われている楽曲の一つであり、同楽曲をカバーした多数の「歌ってみた」「演奏してみた」や、映像を加えたものなど草の根的な拡大を見せ、「メルト」の関連動画の再生数は2008年末の時点で累計1000万回以上、アルバムのパッケージ裏面に掲載されている公称および発売時点の報道では1300万再生を超えたとされた。こうしたことから、（根拠となる統計は明らかにされていないが）「メルト」は2008年にインターネットで最も再生された曲であると紹介する報道もある。
ブラック★ロックシューター
（作詞・作曲：ryo　編曲：Yasuo Matsumoto）

2008年6月13日に、「初音ミクがオリジナルを歌ってくれたよ「ブラック★ロックシューター」」として「ニコニコ動画」に投稿、発表された。
アルバムのジャケット及び動画に使用されているイラストはhukeが担当。ツインテールの少女が描かれているが、これは「初音ミク」ではなく、「ブラック★ロックシューター」というhukeオリジナルのキャラクターであり、この曲は「ブラック★ロックシューター」に一目惚れしたryoが、このキャラクターの楽曲として制作したものである。
ニコニコ動画上では累計の再生数が2008年末までに100万回以上を記録している。
同曲の反響を受ける形で、「ブラック★ロックシューター」のアニメ化もされている。
後にスプリットシング『こっち向いて Baby/Yellow』三曲目に編曲もryoが担当し、2M MIXとして別バージョンでシングルカットされた。
くるくるまーくのすごいやつ
（作詞・作曲：ryo　編曲：Okuda Supa）
「supercell works」によれば、他の曲とはイメージを変えて「打ち込みっぽさ」を意識して作り上げた曲であると紹介されている。
イラストはスガが担当。コミカルな曲の楽しさを伝えることを意識したという。
ライン
（作詞・作曲：ryo　編曲：Keiji Kondo）
本作の収録曲の中で、特にryoが「おすすめ」している楽曲。ベースをティッシュ姫、ギターをokiyaがそれぞれ担当しており、ブレスの部分でサリヤ人が参加している。
イラストはマクーが担当。
ワールドイズマイン
（作詞・作曲：ryo　編曲：Yasuo Matsumoto）
2008年5月31日に、「初音ミク　が　オリジナル曲を歌ってくれたよ「ワールドイズマイン」」として「ニコニコ動画」に投稿、発表された。
「好きな人の前ではお姫様のように振舞ってもいいじゃないか。それをわかった上で、男の方も口に出さずに、そういう風にさせてあげたら良い」というテーマで制作された。タイトルには「今ここにいるキミとの世界はわたしだけのモノ」という意味が込められ、「世の中の男性にそんな女性のわがままを「かわいい」と思ってもらう」ことが楽曲の狙いとなっている。ryoの友人がギターとして参加している。
アルバムのジャケット及び動画に使用されているイラストはredjuiceが担当。ryoの「とにかくかわいい絵を」という要望に応えたイラストとなっており、「ニコニコ動画」での前作「恋は戦争」で三輪士郎が描いた「かっこいいミク」「黒いミク」とは逆の、「かわいい、いじらしいミク」「白いミク」をイメージしている。この楽曲のイラストは3枚あり、それぞれ「お姫様」「私を見て!」「長く待ちました」がテーマになっている。このredjuiceの描いた「お姫様」の初音ミクを立体化したPVC塗装済み完成品フィギュアが「1/8スケールフィギュア supercell feat.初音ミク ワールドイズマイン」としてグッドスマイルカンパニーにより商品化され、2009年12月に発売され、2009年5月に放送された同フィギュアのテレビCMにも同曲が使用されている。さらに、ジークレストの『TinierMe』（英語版）にもガチャ@セルフィの衣装として実装された。日本語版である『アットゲームズ』にも後日実装される予定である。2011年5月にはアメリカでトヨタ・カローラのCMに使用された。
「ニコニコ動画」上では2008年末までに累計の再生数が100万回を超えている。
初めての恋が終わる時
（作詞・作曲：ryo　編曲：Keiji Kondo）
自主製作盤には未収録。
2008年12月12日に、「初音ミクがオリジナル曲を歌ってくれたよ「初めての恋が終わる時」」として「ニコニコ動画」に投稿、発表された。
本作の収録曲の中では最も新しく、再生時間が5分15秒と最も長い。「別れ」がテーマになっており、「もし最初から終わりまでが線引きされ、制限が付いているとして、望ましいのはその限られた時間の中でやれる事をやっておく事だろうか。でも、それができない。気持ちをずっと保留し続けてしまい、終わりの時が来てしまう」という物語になっている。作曲には時間をかけず、半日ほどでざっくりと行われ、その分ミックスと編曲に時間が割かれた。「ワールドイズマイン」と同じく、ryoの友人がギターを演奏している。
アルバムのジャケット及び動画に使用されているイラストは三輪士郎が担当。
嘘つきのパレード
（作詞・作曲：ryo　編曲：Keiji Kondo）
「supercell works」では「ガレージバンドが勢いだけで演奏しちゃってる！」イメージで作られた楽曲であると紹介されている。
イラストは三輪士郎が担当。
その一秒 スローモーション
（作詞・作曲：ryo　編曲：Keiji Kondo）
「ライン」と同じく、ベースをティッシュ姫、ギターをokiyaがそれぞれ担当しており、ブレスの部分でサリヤ人が参加している。ryoは「supercell works」の中でこの楽曲を「一目惚れがテーマです。その瞬間一秒とかからないらしいですよ」と解説しており、またアルバムの中では「最も自分らしいポップス」であるとしている。
イラストの担当は三輪士郎。イラストの背景についてはマクーが担当している。なお、「supercell works」には本楽曲や「恋は戦争」のために描かれたマクーによる背景集も収録される。
ひねくれ者
（作詞・作曲：ryo　編曲：Okuda Supa）
「supercell works」では、オールディーズ的な質感を狙った楽曲であると紹介されている。
イラストはhukeが担当。
またね
（作詞・作曲：ryo　編曲：Okuda Supa）
本作の収録曲の中では唯一イラストが存在せず、再生時間が41秒と最も短い楽曲。

## supercell works
初回限定盤に付属するB5判サイズの、アルバムに連動したフルカラーのイラスト集。2008年8月16日のコミックマーケットC74で自主制作盤と共に頒布されたものを、初回限定盤の特別付属アイテムとして復刻したもの。初回限定盤では一部テキストが変更されている。アルバムに収録されている楽曲の解説と共に、「ニコニコ動画」への投稿や付属DVDの映像に使用されたイラストが掲載されているほか、ryoのインタビュー記事やメンバーの一言コメントなどを収録する。

## クレジット
- all tracks and lyrics are composed：ryo
- guitar：okiya
- bass：こくまろ“姫”みるく
- cover illustration：三輪士郎
- cover & label artwork：huke
- package design：宇佐義大
- cover background：マクー
- photography：丙8郎
- illustration：三輪士郎、redjuice、huke、スガ、マクー、119
- producer：Kazumitsu 一光 Shimizu
- director/artist management：Takayasu Kuroda
- products management：Yoshiaki Fukuda
- mixed engineer：Yasuo Matsumoto、Keiji Kondo、Okuda supa
- mastering engineer：Hidekazu Sakai
- authoring：SANKEN VISUAL Co.,Ltd.
- products coordination：Yukiko Takata
- sales promotion：Hiromi Kanehira
- media promotion：Kazuki Tawa、Yasuhiro Ogata、Hiroshi Fujiyoshi、Yuka Yano、Keiko Ohno、Kentaro Kaneda、Hikaru Tokuyama、Yuri Ichinose
- executive producer：Toyohiko Arimoto、Yu Tamura
- special thanks：golv、crow、guitar、サリヤ、Village Vangard Record、Hiroyuki Itoh、Kimitaka Nishino